# Almási Mihály (református lelkész)
Almási Mihály (Tokaj, ? – Szatmár, 1698. október) református lelkész, teológus.

## Élete
Tokajban kezdte tanulmányait, majd Debrecenben folytatta, 1669-ben lépett itt a felsőbb tanulók sorába. 1675 tavaszán a kollégium contrascribája, később seniora lett. Ezután külföldre ment és 1676. július 24-én beiratkozott az utrechti egyetemre, mint református teológus van beírva az egyetem anyakönyvébe. 1677 végén vagy 1678 elején a leideni egyetem hallgatója lett. Az 1677-ben a De prophetiis veteris testamenti értekezések során ő volt az egyik respondens. Miután hazatért, 1679-től Nagykárolyban működött mint lelkész, és részt vett az 1697. július 2-ai szoboszlai közzsinaton. Ezután Erdődre hívták meg ugyanezen minőségben, majd 1689-ben a közép-szolnoki egyházmegye esperessé választotta. 1691-től Szatmáron lelkészkedett.

## Műve
- De intergerino pariete. (Leiden, 1678.) (A végén hosszú „Antiapologia” Nánási Vas Gábor ellen)

1677-ben üdvözlő verset írt Nagyari Józsefhez, 1693-ban pedig Menyői Tolvaj Ferenchez. 1677-ben gyászverset írt Ráczböszörményi János halálára.